# Nemichthyidae

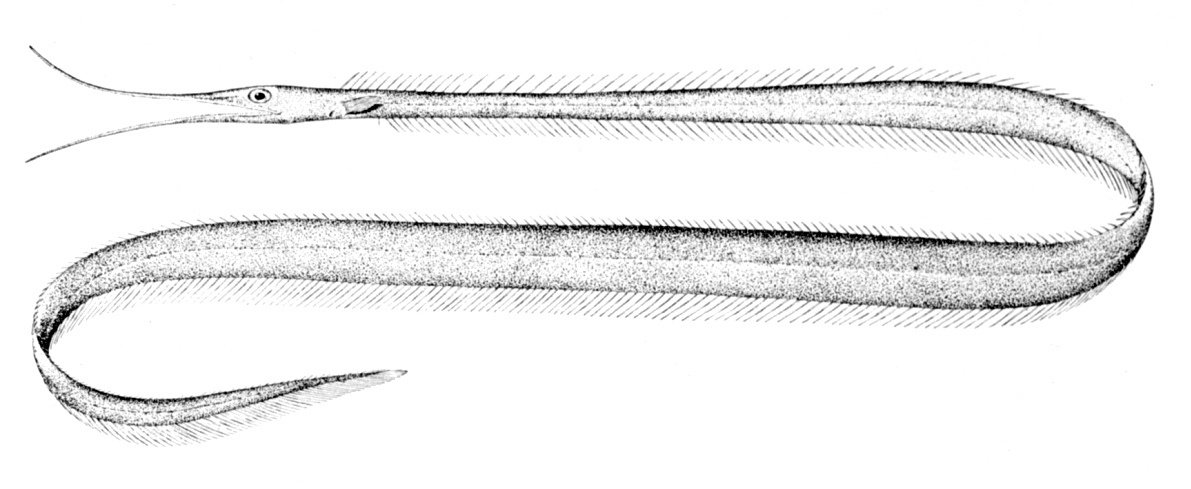
Labichthys carinatus

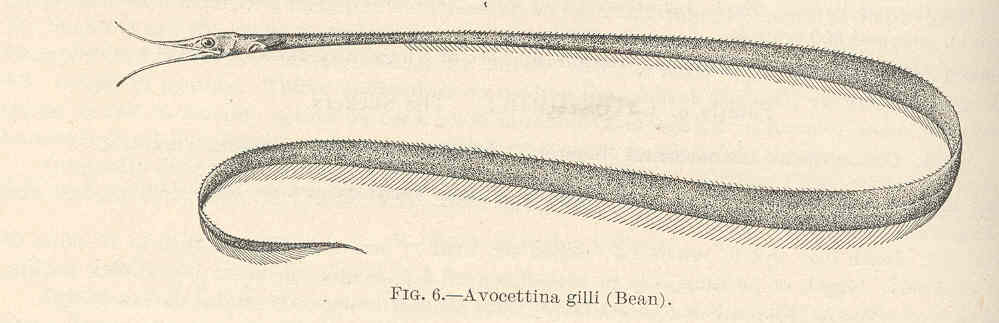
Avocettina infans

Los nemíctidos (Nemichthyidae) son una familia de peces teleósteos del orden Anguilliformes conocidos vulgarmente como anguilas tijera, distribuidos por la zona batipelágica y mesopelágica de los océanos Atlántico, Índico y Pacífico. Su nombre procede del griego: nema (hilo o hebra) + ichthys (pez), por su forma de filamento delgado.
Tienen el cuerpo muy alargado y como muy característico de esta familia tienen unas mandíbulas enormemente largas, de donde les viene el nombre común de «tijeras»; tienen aletas pectorales y la aleta dorsal y la anal están unidas a la aleta caudal; ojos grandes; no tienen preopérculo; línea lateral completa.
Los machos sexualmente maduros sufren profundos cambios morfológicos, entre los que destacan el gran acortamiento de la mandíbula superior -mientras que la inferior sigue siendo larga- y la pérdida de los dientes.

## Géneros y especies
Existen 9 especies agrupadas en 3 géneros:
- Género Avocettina (Jordan y Davis, 1891)
  - Avocettina acuticeps (Regan, 1916)
  - Avocettina bowersii (Garman, 1899)
  - Avocettina infans (Günther, 1878)
  - Avocettina paucipora (Nielsen y Smith, 1978)
- Género Labichthys (Gill y Ryder, 1883)
  - Labichthys carinatus (Gill y Ryder, 1883)
  - Labichthys yanoi (Mead y Rubinoff, 1966)
- Género Nemichthys (Richardson, 1848)
  - Nemichthys curvirostris (Strömman, 1896)
  - Nemichthys larseni (Nielsen y Smith, 1978)
  - Nemichthys scolopaceus (Richardson, 1848) - Anguila, anguila hocicona o tijera esbelta.